# Peter Edelmann
Peter Edelmann (* 1962 in Wien) ist ein österreichischer Opernsänger (Bariton). Von 1. Jänner 2018 bis 2021/22 war er Intendant und künstlerischer Leiter der Seefestspiele Mörbisch.

## Leben
Edelmann absolvierte ein Gesangsstudium mit Diplomabschluss an der Hochschule für Musik und darstellenden Kunst in Wien bei seinem Vater, dem Bass Otto Edelmann. Sein Debüt als Opernsänger hatte er am Theater Koblenz als Heerrufer in Richard Wagners Lohengrin.
1989 gewann er den Ersten Preis und den Mozart-Preis beim Internationalen Belvedere-Wettbewerb in Wien. Er wurde daraufhin von Götz Friedrich an die Deutsche Oper Berlin engagiert, wo er die Baritonpartien in Die Zauberflöte (Papageno), Tannhäuser (Wolfram), Così fan tutte (Guglielmo), Le nozze di Figaro (Conte d’Almaviva), Faust (Valentin) und La Bohème (Marcello) sang. Gastspieltätigkeit führte ihn an verschiedene Opern- und Konzerthäuser. Weiters hatte er Fernseh- und Radioauftritte unter anderem bei ORF, ZDF, ARD, 3sat und im belgischen Fernsehen.
Peter Edelmann arbeitete mit den Dirigenten Lawrence Foster, Friedemann Layer, Jacques Delacôte, Christian Thielemann, Rafael Frühbeck de Burgos, Jiří Kout, Bruno Weil, Ralf Weikert, Leopold Hager, Franz Welser-Möst, John Eliot Gardiner, Eliahu Inbal, Dan Ettinger und Asher Fisch sowie den Regisseuren Götz Friedrich, Günter Krämer, Hellmuth Matiasek und Willy Decker zusammen.
2010 wurde Edelmann Univ.-Professor, er war von Oktober 2014 bis 2017 Vorstand am Institut für Gesang und Musiktheater an der Universität für Musik und darstellende Kunst Wien.
Im Sommer 2023 spielte er in der Nestroy-Posse Der Zerrissene bei den Festspielen Stockerau als Herr von Lips eine Hauptrolle.
Im Oktober 2024 wurde er als Nachfolger von Michael Garschall als Intendant von Operklosterneuburg vorgestellt.